# الجمعية المكتبية اللاهوتية المتحدة الأمريكية

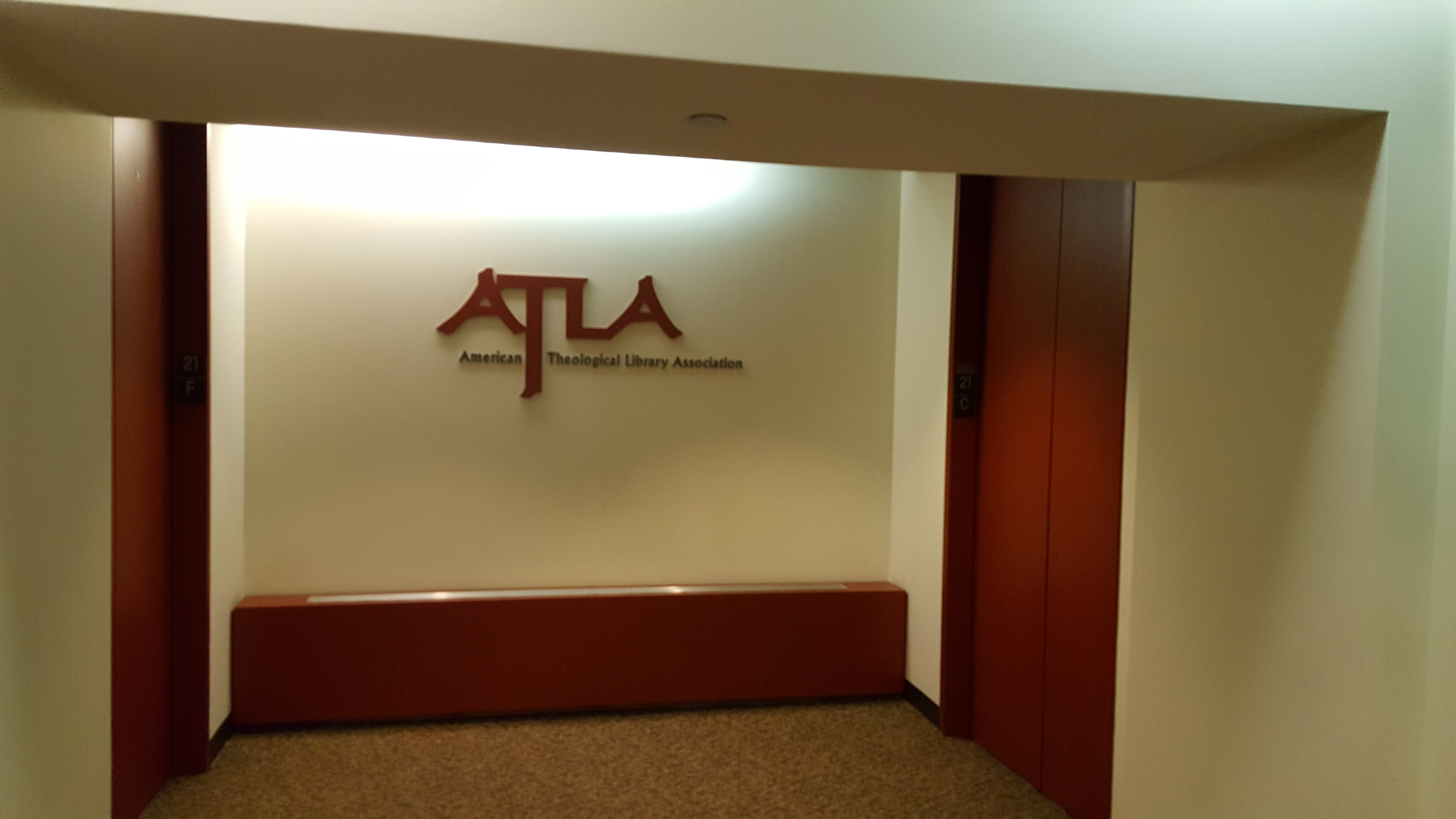

الجمعية المكتبية الأمريكية اللاهوتية واختصارها بالإنجليزية (ATLA) وهي منظمة غير ربحية وجمعية مختصة يقع مقرها الرئيسي في شيكاغو في ولاية الينوي في الولايات المتحدة الأمريكية، يزوّد أعضاء هذه الاتحاد وأمناء المكتبات عشرات الآلاف من الطلاب والكليات والموظفين والاداريين بمصادر البحث العلمي، وتزود الجمعية أعضائها بخدمات ومنتجات عديده ومن مثل تلك العطايا: المؤتمرات السنوية والمنشورات والخصومات الخاصة بهم وفرص لتطوير الأعضاء مهنياً.

## الوظيفة الرئيسية
الهدف الرئيسي الذي يسعى إليه هذا الاتحاد هو أن يُسرع عملية دراسة علم اللاهوت والدين عن طريق تعزيز وتطوير المكتبات وإدارة المكتبات، والتي تُعنى بالدرسات الدينية واللاهوتية. تأسس الاتحاد المكتبي الأمريكي اللاهوتي عام 1946 وئتم إدارته من قبل إداريين منتخبين من قبل مجلس ويتكون من قرابة 800 فرد منهم مؤسسين وأعضاء منتسبين.

## تاريخ المؤسسة
كانت الخطوة الأولى في تاسيس جمعية أتلا (ATLA) خلال اجتماع الجمعية الأمريكية للمدارس اللاهوتية عام 1946. والذي كان يعقد كل سنتين عندما طلب العمداء والرؤساء خلال اللقاء من اللجنة التنفيذية للجمعية الأمريكية لجراحة الصدر لعقد مؤتمر خاص بأمناء المكتبات اللاهوتية. وفي شهر يونيو عام 1947 التقى خمسين أمين مكتبة لاهوتية مع رئيس وعميد في مدينة لوسيفيل، كنتاكي لكي يعملو على إنشاء وتنظيم جمعية دائمة، وتخطيط الاجندة المسقبيلة لهذه الجمعية. قامت المجموعة المجالات التي ستستهدفها ومسؤولياتها.1. قائمة كتب 2.فهرسة وتصنيف 3.تبادل دوري 4. فهرسة دورية 5. منشورات 6. تدريب موظفين.
- 1952: قامت لجنة الفهرسة الدورية الدينية بتنسيق جهود عشرين مكتبة لإنشاء المجلد الأول من الفهرس للأدب الدوري الديني (فيما بعد مؤشر الدين الأول: RIO)
- 1957: تم تأسيس مجلس فهرسة وتنظيم مجلس تدقيق نصوص لمتابعة الحفاظ على المواد في المكتبة.

```
.
```

- 1961-1966. قام برنامج التا التطويري والممول من قبل سيليناتيك للتمويل بتزويد $ لما يقارب تسعين للمؤسسات المشاركة باكثر من

```
$1.300.000 من كتب وتمويل للتطوير المهني.
```

- 1976: تم نشر المجلد الأول من الفهرس الديني الثاني للكتب متعددة الكتاب (RIT)، وتم تزويدها فيما بعد بالمجلد التذكاري (1960–1969)

```
والي تم تحضيره من قبل بيتي اوبرين وإلمير و RIT : الأعمال متعددة الكتاب.
```

- 1980-1984: قامت ليللي للتمويل بتمويل مشروع 2000، وهو دراسة لإعادة تقييم دور المكتبات في التعليم اللاهوتي.
- 1981: أصبحت قواعد بيانات التا متاحة على الإنترنت لأول مرة، وتوفر نسخة إلكترونية من الفهرس المطبوعة.
- 1986: تم إزالة المراجعات الكتب من الفهرس الديني المطبوع وحول لشكل جديد متوفر عبر الإنترنت، وأصبح الفهرس الديني للمراجعات الدينية (IBRR)، أيضا، أصبح RIO, RIT متاحة عبر قواعد بيانات جمعية أتلا.

```
تتضمن احدث الإنجازات لجمعية أتلا التالي: 
```

- 2008: إنشاء صحيفة مفتوحة عبر الإنترنت تدعى الاتحاد المكتبي الديني.
- 2011: الحصول على الفهرس كاثوليكي الادبي الدوري. (CPLI)
- 2015 قام مجلس إدارة ألتا بتأسيس خطة إستراتيجية جديدة. تم اعتماد الهدف الرئيسي المقترح في الخامس عشر من فبراير لعام 2015و الذي

```
ينص على تعزيز التواصل البحثي الديني واللاهوتي حول العالم عن طريق تطوير عمل المكتبات ومزودات المعلومات المتعلقة بالدراسات 
اللاهوتية.
```

- 2017: اطلقت أتلا إصدار تجريبي من المكتبية الإلكترونية والذي يهدف لتزويد الأفراد والمؤسسات بحلقة وصل دائمة ضمن المعايير تعمل ذاتيا
- 2018: تبنت جمعية أتلا علامة تحارية لتكرس نفسها لتكون جامعة وموصلة للعلوم الدينية واللاهوتية واطلقو اسم أتلا على الجمعية بعدما كان كل حرف على حدة وكل هذه الجهود تكريما لما كانت عليه قبل ان تصبح ما هي علية.

النشر
يساعد برنامج النشر في جمعية التا المختصون الدين يخوضون في مجال المكتبات والتواصل العلمي مثل الطلاب والدارسين والمختصين الدينين الذين يبحثون بالدراسات الدينية واللاهوتية عن طريق نشر محتوى فريد من كتب و.مجلات والنشرات الاخبارية وكتب السنوية (الحوليات) والتقارير والاوراق البيضاء وتتضمن العديد من هذه المنشورات وسائل وصول مفتوحة وسهلة.
```
نشرات التا الاخبارية (شهريا).
```

ملخص الوقائع (سنويا).
نشرة الفهرسة اللاهوتية..نشرة لتصنيف علم اللاهوت (فصليا).
المكتبة اللاهوتية (مجلة مفتوحة ومتوفرة على الإنترنت).
مطبعة جمعية أتلا المفتوحة.

## مخرجات
توفر جمعية التا مصادر التكترونية تدعم الدراسات ولابحاث الدينية واللاهوتية وتتضمن قواعد بيانات ألتا وموقع التا سيريال (اطلس)و موقع اتلا سيريال بلس (اطلس بلس).
تشرف جمعية أتلا مع الشركاء الناشرين على مبادرات والاعمال الارشيفات التاريخية لكي توفر إصدارات إلكترونية من منتجا
المرجعية الببلوجرافية المختصة.
```
توفر التا منتجات من اجل الطلاب والعلماء والباحثين والهيئات التدريسية والقادة الدينيين لاقامة ابحاثهم.
```